# Темпл-Сіті (Каліфорнія)
Темпл-Сіті (англ. Temple City) — місто (англ. city) в США, в окрузі Лос-Анджелес штату Каліфорнія. Населення — 36 494 особи (2020).

## Географія
Темпл-Сіті розташований за координатами 34°6′8″ пн. ш. 118°3′29″ зх. д. / 34.10222° пн. ш. 118.05806° зх. д. (34.102157, -118.057954).  За даними Бюро перепису населення США в 2010 році місто мало площу 10,37 км², уся площа — суходіл.

## Демографія
Згідно з переписом 2010 року, у місті мешкало 35 558 осіб у 11 606 домогосподарствах у складі 9005 родин. Густота населення становила 3427 осіб/км².  Було 12117 помешкань (1168/км²).
Расовий склад населення:
| - 55,7 % — азіатів - 33,6 % — білих - 0,8 % — чорних або афроамериканців - 0,4 % — корінних американців - 0,1 % — вихідців з тихоокеанських островів - 6,5 % — осіб інших рас |

До двох чи більше рас належало 2,9 %. Частка іспаномовних становила 19,3 % від усіх жителів.
За віковим діапазоном населення розподілялося таким чином: 21,2 % — особи молодші 18 років, 63,7 % — особи у віці 18—64 років, 15,1 % — особи у віці 65 років та старші. Медіана віку мешканця становила 42,0 року. На 100 осіб жіночої статі у місті припадало 90,5 чоловіків;  на 100 жінок у віці від 18 років та старших — 87,1 чоловіків також старших 18 років.
Середній дохід на одне домашнє господарство  становив 82 769 доларів США (медіана — 64 372), а середній дохід на одну сім'ю — 91 818 доларів (медіана — 74 721). Медіана доходів становила 58 557 доларів для чоловіків та 42 273 долари для жінок. За межею бідності перебувало 9,6 % осіб, у тому числі 10,2 % дітей у віці до 18 років та 9,1 % осіб у віці 65 років та старших.
Цивільне працевлаштоване населення становило 16 562 особи. Основні галузі зайнятості: освіта, охорона здоров'я та соціальна допомога — 23,0 %, роздрібна торгівля — 10,8 %, мистецтво, розваги та відпочинок — 10,3 %, науковці, спеціалісти, менеджери — 10,1 %.